# Ломбардцы
Ломба́рдцы или ломба́рды (англ. lombards, фр. lombards, итал. lombardi)  — в Средние века, начиная с XII века, название выходцев из ломбардских и других итальянских городов, занимавшихся ростовщичеством и торговлей в странах  Западной Европы.
Существовали и другие названия для такого рода дельцов: ультрамонтаны и транзальпины (то есть выходцы из-за Альп) и каорсины (то есть выходцы из города Кагора в Южной Франции). С конца XIII века в Англии, Франции, Неаполитанском королевстве, Фландрии под названием ломбардов действуют флорентийские товарищества, или компании, со множеством филиалов и целыми толпами агентов. Эти компании становятся королевскими банкирами, сборщиками податей и десятины, принимают вклады, производят платежи, берут на откуп чеканку монеты, занимаются также скупкой сукон для окончательной отделки их в Италии. Ростовщическая деятельность ломбардов вызывала против них ненависть и правительственные репрессии, как это имело место, например, во Франции. Среди этих флорентийских компаний пользовалась известностью в XIV веке, например, крупная банкирская фирма Барди, бывшая своего рода депозитным банком римских пап: к ней поступали от папских сборщиков десятины все их сборы, и она в свою очередь производила разнообразные платежи по поручению папского престола. Выступивший на сцену в 15 в. знаменитый банкирский дом Медичи производил обширные расчетные, вексельные и ссудные операции.